# Тажево
Тажево (на македонска литературна норма: Тажево) е село в Северна Македония, в община Брод (Македонски Брод).

## География
Намира се в областта Горно Поречие.

## История
Църквата „Свети Йоан Кръстител“ е средновековна, но не е известно времето на първоначалното ѝ изграждане.
В XIX век Тажево е село в Поречка нахия на Кичевска каза на Османската империя. В „Етнография на вилаетите Адрианопол, Монастир и Салоника“, издадена в Константинопол в 1878 година и отразяваща статистиката на населението от 1873 година Тажево (Tajévo) е посочено като село с 13 домакинства с 49 жители българи.
Според статистиката на Васил Кънчов („Македония. Етнография и статистика“) от 1900 година Тажио е населявано от 215 жители българи християни.
На Етнографската карта на Битолския вилает на Картографския институт в София от 1901 година Тажио (Тожево) е чисто българско село в Кичевската каза на Битолския санджак с 20 къщи.
Цялото село в началото на XX век е сърбоманско. Според митрополит Поликарп Дебърски и Велешки в 1904 година в Тажево има 25 сръбски къщи. По данни на секретаря на Българската екзархия Димитър Мишев („La Macédoine et sa Population Chrétienne“) в 1905 година в Тажео има 200 българи патриаршисти сърбомани.
Църквата „Свети Илия“ е от 1903 година.
След Междусъюзническата война в 1913 година селото попада в Сърбия.
На етническата си карта на Северозападна Македония в 1929 година Афанасий Селишчев отбелязва Тажево като българско село.
Преброяването през 2002, отчита 7 живеещи в селото, докато според преброяването от 2021 година в селото има 2 жители македонци.
В селото има и църква „Свети Никола“.